# Gibney Reef
Das Gibney Reef ist ein Riff im Archipel der Windmill-Inseln vor der Budd-Küste des ostantarktischen Wilkeslands. Es liegt 800 m westlich der Clark-Halbinsel.
Die Mannschaft des Eisbrechers USS Glacier kartierte es im Februar 1957. Leutnant Robert Carl Newcomb (1926–2008), Navigator des Schiffs, benannte sie nach dem Matrosen Joseph Gibney, der an dieser Kartierung beteiligt war.